# 倉敷縣
倉敷縣（日语：／ Kurashiki ken */?）是日本於1868年7月為管轄過去幕府在美作國、備中國及備後國的直屬領地所設立的縣，其管轄範圍曾多次變動，分布在現今的岡山縣、廣島縣及香川縣內；在1871年與備中國、備後國下其他縣整併為深津縣。

## 歷史
江戶時代幕府在倉敷設有倉敷代官所管轄備中國的直屬領地；1868年江戶幕府結束後，新政府繼續在倉敷設立倉敷縣，繼續管理此一區域。此後，原屬高松藩的小豆島周邊島嶼即多度津藩曾被併入倉敷縣。
1871年第一次府縣整併中，位於備中國及備後國的鴨方縣（原鴨方藩）、生坂縣（原生坂藩）、庭瀨縣（原庭瀨藩）、足守縣（原足守藩）、淺尾縣（原淺尾藩）、岡田縣（原岡田藩）、高梁縣（原高梁藩）、成羽縣（原成羽藩）、新見縣（原新見藩）、福山縣（原備後福山藩）備整併為深津縣。

## 歴任知事
| 職稱       | 姓名     | 上任日期      | 卸任日期       | 備註         |
| ---------- | -------- | ------------- | -------------- | ------------ |
| 知事       | 內海貞利 | 1868年7月6日  | 1868年7月22日  |              |
| 空缺       | 空缺     | 1868年7月22日 | 1868年9月4日   |              |
| 知事       | 小原正東 | 1868年9月4日  | 1869年8月24日  | 原高知藩藩士 |
| 權知事     | 伊勢氏華 | 1869年8月24日 | 1869年9月3日   | 原山口藩藩士 |
| 知事       | 伊勢氏華 | 1869年9月3日  | 1871年12月26日 |              |
| 參考資料： |          |               |                |              |